# Zoo TV Live
Zoo TV Live – nagrany na żywo album rockowej grupy U2. Został wydany 20 listopada 2006 roku, ekskluzywnie dla osób zarejestrowanych na oficjalnej stronie zespołu. Dwa dyski CD składają się z tego samego materiału jaki znalazł się na wydaniach DVD i VHS Zoo TV: Live from Sydney oraz jednego bonusowego utworu z trasy koncertowej Zoo TV Tour, „Tryin' to Throw Your Arms Around the World”.

## Lista utworów
Wszystkie piosenki wykonują Bono, Adam Clayton, The Edge, Larry Mullen Jr., wyjątki są oznaczone.

### Dysk 1
1. Otwarcie koncertu – 3:15
2. „Zoo Station” – 4:47
3. „The Fly” – 4:47
4. „Even Better Than the Real Thing” – 5:21
5. „Mysterious Ways” – 6:24
6. „One” – 4:39
7. „Unchained Melody” – 1:26 (Hy Zaret, Alex North)
8. „Until the End of the World” – 5:00
9. „New Year’s Day” – 4:55
10. „Numb” – 4:22
11. „Angel of Harlem” – 4:20
12. „Stay (Faraway, So Close!)” – 5:35
13. „Satellite of Love” – 3:50 (Lou Reed)

### Dysk 2
1. „Dirty Day” – 5:39
2. „Bullet the Blue Sky” – 5:24
3. „Running to Stand Still” – 5:37
4. „Where the Streets Have No Name” – 5:39
5. „Pride (In the Name of Love)” – 6:23
6. „Daddy’s Gonna Pay For Your Crashed Car” – 4:44
7. MacPhisto Speech (przemówienie MacPhisto) – 4:35
8. „Lemon” – 5:13
9. „With or Without You” – 4:21
10. „Love Is Blindness” – 5:29
11. „Can’t Help Falling in Love” – 2:44 (George Weiss, Hugo Peretti, Luigi Creatore)

### Utwór bonusowy
1. „Tryin' to Throw Your Arms Around the World” (pochodzi z Zoo TV Special, wykonany i nagrany na Yankee Stadium, 29 sierpnia 1992) – 3:52

## Członkowie
- Bono – wokal, gitara
- The Edge – gitara, instrumenty klawiszowe, wokal
- Adam Clayton – gitara basowa, instrumenty klawiszowe
- Larry Mullen Jr. – perkusja, wokal